# Queen I Tour
Queen I Tour — концертний тур британського рок-гурту «Queen» на підтримку їх альбому «Queen». В рамках його гурт провів концерті у Великій Британії, Люксембурзі, Німеччині і Австралії.

## Сет-лист
1. Procession
2. Father to Son
3. Son and Daughter
4. Ogre Battle
5. Hangman
6. Keep Yourself Alive
7. Liar
8. Jailhouse Rock
9. Shake Rattle And Roll
10. Stupid Cupid
11. Be Bop a Lula
12. Big Spender
13. Bama Lama, Bama Loo

### Інші пісні
- Stone Cold Crazy
- Great King Rat
- Modern Times Rock 'n' Roll
- See What a Fool I've Been

## Дата виступів
| Дата              | Місто         | Країна          | Місце проведення         |
| Європа            | Європа        | Європа          | Європа                   |
| ----------------- | ------------- | --------------- | ------------------------ |
| 13 вересня 1973   | Лондон        | Велика Британія | Golders Green Hippodrome |
| 13 жовтня 1973    | Бонн          | Німеччина       | Underground              |
| 14 жовтня 1973    | Люксембург    | Люксембург      | Le Blow Up               |
| 20 жовтня 1973    | Лондон        | Велика Британія | Paris Theatre            |
| 26 жовтня 1973    | Лондон        | Велика Британія | Imperial College London  |
| 2 листопада 1973  | Лондон        | Велика Британія | Imperial College London  |
| 12 листопада 1973 | Лідс          | Велика Британія | Town Hall                |
| 13 листопада 1973 | Блекберн      | Велика Британія | St George                |
| 15 листопада 1973 | Вустер        | Велика Британія | Gaumont                  |
| 16 листопада 1973 | Ланкастер     | Велика Британія | Lancaster University     |
| 17 листопада 1973 | Ліверпуль     | Велика Британія | Stadium                  |
| 18 листопада 1973 | Хенлі         | Велика Британія | Victoria Hall            |
| 19 листопада 1973 | Вулверхемптон | Велика Британія | Civic Centre             |
| 20 листопада 1973 | Оксфорд       | Велика Британія | New Theatre              |
| 21 листопада 1973 | Престон       | Велика Британія | Guild Hall               |
| 22 листопада 1973 | Ньюкасл       | Велика Британія | Newcastle City Hall      |
| 23 листопада 1973 | Глазго        | Шотландія       | Apollo                   |
| 25 листопада 1973 | Единбург      | Шотландія       | Caley Cinema             |
| 26 листопада 1973 | Манчестер     | Англія          | Opera House              |
| 27 листопада 1973 | Бірмінгем     | Англія          | Town Hall                |
| 28 листопада 1973 | Суонсі        | Уельс           | Brangwyn Hall            |
| 29 листопада 1973 | Брістоль      | Англія          | Colstan Hall             |
| 30 листопада 1973 | Борнмут       | Англія          | Winter Gardens           |
| 1 грудня 1973     | Саусенд       | Англія          | Kursaal                  |
| 2 грудня 1973     | Чатем         | Англія          | Chatham Central          |
| 6 грудня 1973     | Челтенхем     | Англія          | Cheltenham College       |
| 7 грудня 1973     | Лондон        | Англія          | Shaftesbury Hall         |
| 8 грудня 1973     | Ліверпуль     | Англія          | Liverpool University     |
| 14 грудня 1973[A] | Лондон        | Англія          | Hammersmith Odeon        |
| 15 грудня 1973    | Лестер        | Англія          | Leicester University     |
| Додаткові виступи |               |                 |                          |
| 21 грудня 1973    | Тонтон        | Англія          | Taunton County Hall      |
| 22 грудня 1973    | Пітерборо     | Англія          | Peterborough Town Hall   |
| 28 грудня 1973    | Ліверпуль     | Англія          | Top Rank Club            |
| 27 лютого 1974[B] | Санбері       | Австралія       | Private Farm             |

Фестивалі та інші різноманітні виступи
| A Цього вечора «Queen» провели два концерти B Цей концерт був частиною Пісенного фестивалю Санбері |

## Музиканти
- Фредді Мерк'юрі: вокал, піаніно, тамбурин.
- Браян Мей: гітара, бек-вокал.
- Роджер Тейлор: ударні, бек-вокал.
- Джон Дікон: бас-гітара, бек-вокал.